# Браилов (фрегат, 1835)
«Браилов» — парусный 44-пушечный фрегат Черноморского флота Российской империи. Назван в память о взятии русскими войсками 7 июня 1828 года турецкой крепости Браилов.

## История службы
Фрегат «Браилов» был заложен в Севастополе 14 февраля 1835 года поручиком С. И. Чернявским. За постройку фрегата он был награждён орденом Святого Станислава 3 степени. Полностью завершить постройку корабля лично Чернявскому не удалось, так как решением командования флота корабел был направлен в Николаевское адмиралтейство. После спуска на воду 6 октября 1836 года фрегат в 1836 году вошел в состав Черноморского флота.
Несмотря на то, что это было нарушением устава, 14 февраля 1837 года на фрегате был дан траурный залп из всех орудий по случаю гибели поэта А. С. Пушкина, который был другом капитана фрегата Ф. Ф. Матюшкина.
В составе эскадр вице-адмирала М. П. Лазарева и контр-адмирала С. П. Хрущова принимал участие в создании Кавказской укрепленной береговой линии, высаживая десанты, основавшие укрепления в устьях рек Туапсе, Шапсухо, Субаши, Псезуапе и в Цемесской бухте. 10 мая 1840 года в составе эскадры вице-адмирала М. П. Лазарева высадил десант для взятия Вельяминовского форта, захваченного горцами. 
В составе эскадр находился в практических плаваниях в Чёрном море в 1840, 1841, 1843—1846, 1848—1850 годах.
В 1851 году фрегат «Браилов» разобран.

## Командиры фрегата
Командирами судна в разное время служили:
- Ф. Ф. Матюшкин (1836—1838 годы)[1][3].
- Н. Ф. Метлин (1839—1840 годы).
- А. П. Скрягин (1841—1845 годы).
- Л. Ф. Хомутов (1846 год).
- И. И. Вердеман (1848 год).
- К. Е. Шпицберг (1850 год).